# Відчуття кворуму
Відчуття кворуму — здатність деяких бактерій (можливо й інших мікроорганізмів) спілкуватися і координувати свою поведінку за рахунок секреції молекулярних сигналів.

## Призначення відчуття кворуму
Призначення відчуття кворуму — координувати певну поведінку або дії між бактеріями того ж виду або підвиду, залежно від щільності їх населення. Наприклад, опортуністичні патогенні бактерії, наприклад Pseudomonas aeruginosa, можуть рости в межах хазяїна без нанесення шкоди, поки вони не досягають певної концентрації. Але вони стають агресивними, коли їх число стає достатнім, щоб подолати імунну систему хазяїна, приводячи до розвитку хвороби. Для того щоб зробити це, бактеріям необхідно сформувати біофільми на поверхнях тіла хазяїна. Дослідники сподіваються, що терапевтична ферментативна деградація сигнальних молекул запобіжить утворенню таких біофільмів. Руйнуючи сигнальний процес таким чином — придушення відчуття кворуму.

## Роль відчуття кворуму в деяких організмах
Відчуття кворуму вперше спостерігалося у бактерії Vibrio fischeri, біолюмінецсентної бактерії, що живе як симбіонт у світлових органах одного з видів гавайських кальмарів. Коли клітини V. fischeri живуть вільно, автоіндуктор знаходиться в низькій концентрації і тому клітини не люмінесціюють. У світловому органі кальмара (фотофорі), вони надзвичайно сконцентровані (близько 1011 клітин/мл) і тому індукується транскрипція люціферази, приводячи до біолюмінесценції.
Процеси, що регулюються або частково регулюються відчуттям кворуму на основі AI-2 в E.coli, включають поділ клітини. У інших видах, наприклад Pseudomonas aeruginosa, пов'язані з відчуттям кворуму процеси включають розвиток біофільмів, виробництво екзополісахаридів і агрегацію клітин. Виявлено, що AI-2 збільшує експресію SdiA, регулятора транскрипції промоутера, який регулює FtsQ, частину оперону FtsQAZ, важливого для поділу клітини.
Streptococcus pneumoniae використовує відчуття кворуму, щоб зробити клітини компетентними. Це може бути важливим для збільшення кількості мутацій в умовах перенаселення, коли виникає необхідність колонізації нових оточень.